# Ostrówki (Lublin)
Pour les articles homonymes, voir Ostrówki.
Ostrówki (prononciation [ɔsˈtrufki]) est un village de la gmina de Wohyń du powiat de Radzyń Podlaski dans la voïvodie de Lublin, situé dans l'est de la Pologne.
Il se situe à environ 3 kilomètres au nord-est de Wohyń (siège de la gmina, 13 kilomètres à l'est de Radzyń Podlaski (siège du powiat) et 60 kilomètres au nord de Lublin (capitale de la voïvodie).
Le village compte approximativement une population de 780 habitants.

## Histoire
De 1975 à 1998, le village est attaché administrativement à l'ancienne voïvodie de Lublin.

Depuis 1999, il fait partie de la nouvelle voïvodie de Lublin.